# Маникгандж
Маникгандж (бенг. মানিকগঞ্জ) — город и муниципалитет в центральной части Бангладеш, административный центр одноимённого округа и подокруга Маникгандж-Садар. Площадь города равна 20,59 км². По данным переписи 2001 года, в городе проживало 53 161 человек, из которых мужчины составляли 51,16 %, женщины — соответственно 48,84 %. Плотность населения равнялась 2582 чел. на 1 км². Уровень грамотности взрослого населения составлял 49,9 % (при среднем по Бангладеш показателе 43,1 %).